# Bordado

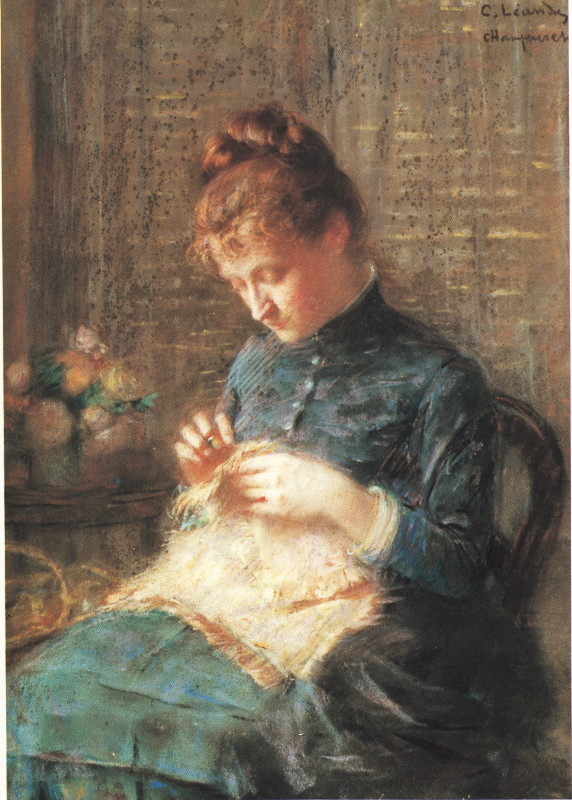
Portrait de la mère du peintre, pintura de Charles Léandre.

El bordado es un arte que consiste en la ornamentación de una superficie flexible, generalmente una tela, por medio de hebras textiles.
Los romanos llamaban a esta ornamentación plumarium opus, en virtud de la semejanza que tienen algunas de estas labores con la pluma del ave. También la denominaban opus phrygium ya porque la obtenían del comercio con los frigios quienes a su vez la traían de oriente o ya por suponerla de procedencia e invención frigia. Y como se consideraba en el bordado un procedimiento similar a la pintura llamaban a las vestiduras bordadas túnica picta o toga picta, o bien túnica palmata, aludiendo a los bordados en forma de palmetas con que las adornaban.
Los hilos que se emplean en el bordado pueden ser los mismos que sirven para el tejido, aunque no necesariamente, pues depende del tipo de bordado, pero sobre todo se utilizan los de algodón, seda, lana y lino, todos con variados colores y los de plata y oro con las formas diferentes que se adoptan en tejeduría. Con ellos, se ensartan a veces gemas, perlas, abalorios y lentejuelas metálicas, a lo que se conoce como bordado con pedrería. Atribuyó Plinio el Viejo al rey Átalo I de Pérgamo (siglo III a. C.) la introducción de los hilos de oro en el bordado y por esto llamaban los romanos a las piezas así bordadas o tejidas attálicus amictus y también auriphrygium si solo eran bordadas.

## Historia

### Edad Antigua
No se conservan bordados que puedan adjudicarse con certeza a la Edad Antigua salvo los de algunos tejidos coptos de la época romana pero no cabe duda de que los hubo excelentes en Asia, Egipto, Grecia y Roma según lo testifican historiadores verídicos y lo revelan numerosos relieves y pinturas de aquellos tiempos. La invención y el primer desarrollo de este arte debe atribuirse a los babilonios pues de Mesopotamia procedían los más famosos bordados en la Edad Antigua así como de Egipto los tejidos finos y las tapicerías en lino llegando a decir Plinio que el telar egipcio había vencido a la aguja Babilonia. 
El Antiguo Testamento se refiere al activo comercio que los negociantes fenicios realizaban con lanas, sedas y bordados orientales (Ezequiel, c. 27, vers. 16, 18 y 24) y repetidas veces se habla de las bordaduras que debían llevar y que en realidad ostentaban las cortinas del Tabernáculo y los velos del templo. Hasta llegan a indicarse los tisús y bordados en oro que, sin duda, hubo en los tiempos de David y Salomón (siete u ocho siglos antes de que los pudiera inventar el rey Atalo de Pérgamo) cuando menciona las vestiduras doradas y las fimbrias de oro de la principal reina (Salmo 45, vers. 10 y 14).

### Edad Media
La civilización bizantina ocupa el primer lugar en la historia del bordado durante la Edad Media y las Cruzadas fueron el principal vehículo de este arte para todo el Occidente. Aquí apenas se ejercitó en la Alta Edad Media fuera tal vez de los monasterios entre los cuales se cita el de San Galo en Suiza como muy activo e industrioso. 
Los motivos que figuran en los bordados medievales suelen ser los mismos de la antigüedad, al principio tomados de los persas. Posteriormente se mezclan con otros cristianos y enseguida triunfan estos ya desde el siglo XII. En el XIII, por efecto de la corriente caballeresca que produjeron las Cruzadas, empiezan a bordarse escudos y otros motivos de caballería sobre las piezas lujosas y se hace la composición más recargada, complicada y mejor colorida aumentando desde el siglo XIV la variedad de colores en las sedas. Se usan en toda la Edad Media los bordados de diferentes clases de puntos: al pasado, cruzado y de cadeneta. Pero este último va desapareciendo hacia finales del siglo XIV en que prevalece el punto llano. Los bordados de oro o de plata junto con los de lana eran los más comunes hasta el siglo XIII y siguen la técnica del género llamado plano. Desde el mencionado siglo, se mezcla el hilo de oro con el de seda, el cual va ganando terreno sobre los otros en lo sucesivo. El uso de las lentejuelas en los bordados parece de invención arábiga pero ya en el siglo XIV se halla entre las labores de los cristianos. Y desde el siglo XV se hace de ellas un gran consumo, sobre todo en España. 

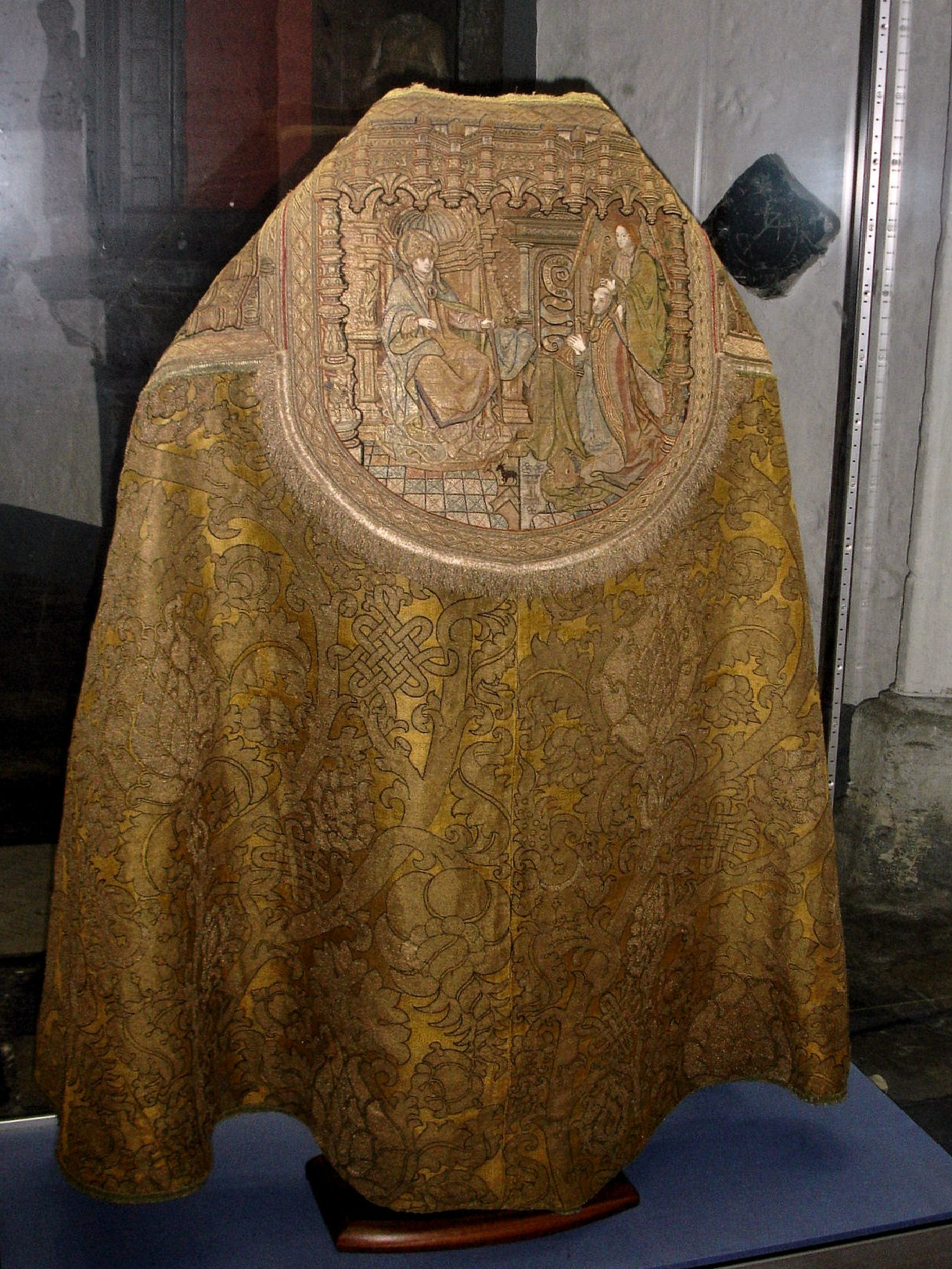
Capa pluvial bordada en el.

El bordado a realce comienza en el siglo XIII y llega a ser muy común en la segunda mitad del XV, en la cual toma carácter de altorrelieve. La verdadera pintura de aguja con figuras del todo bordadas y con sombras y degradación de tintas, imitando los lienzos pintados no empieza hasta el siglo XV desde cuya mitad se ensayó en Italia el procedimiento del oro matizado el cual pronto se hizo común en Flandes y se generalizó en España durante el siglo XVI. En este último siglo aparece el bordado a canutillo que sigue hasta hoy muy en uso.
Entre las obras conservadas que más sobresalen por su perfección y celebridad histórica se encuentran:
- de arte bizantino, la dalmática llamada de Carlomagno o de León III (siglo XII y según otros, del XIV) llena de figuras representativas de Jesucristo y su gloria que se guarda en San Pedro del Vaticano y los bordados de la catedral de Halberstadt (Westfalia) procedentes del saqueo de Constantinopla en 1204.
- de arte occidental y estilo románico, los famosos tapices bordados de Bayeux y el Tapiz de la Creación de Gerona y una rica planeta que perteneció al rey San Esteban (siglo XI) la cual ha servido de manto para la coronación de los reyes de Hungría y se conserva en Budapest.
- de arte árabe o mudéjar, el birrete del infante don Felipe (siglo XIII) bordado con águilas, castillos y lacerías que guarda el Museo Arqueológico Nacional de España
- de arte francés gótico, un frontal con doce cuadros de la Vida de Jesucristo, en Toulouse y un tríptico en la catedral de Chartres (siglo XIV).
- de bordado inglés (opus anglicanum), una capa que está en el Museo Nacional español, otra igual en el Museo de Kensington en Londres y otra incompleta en el Museo de Vic, del siglo XIV.
- de arte alemán gótico, el frontal de Salzburgo (siglo XIV) y la estola y el manípulo de Alberto Magno (siglo XIII) en la iglesia de San Andrés de Colonia.
- de arte flamenco, la capa y el terno del Orden del Toisón de Oro que se guarda en el Museo de la Corte en Viena y que ostenta preciosas figuras de pintura a la aguja (siglo XV) así como dos frontales en la catedral de Valencia.
- de arte florentino, el rico frontal de la iglesia mayor de Manresa (siglo XV), bordado en sedas de colores sobre fino lienzo con figuras de la Vida y Pasión de Jesucristo en 19 cuadros.

### Edad Moderna

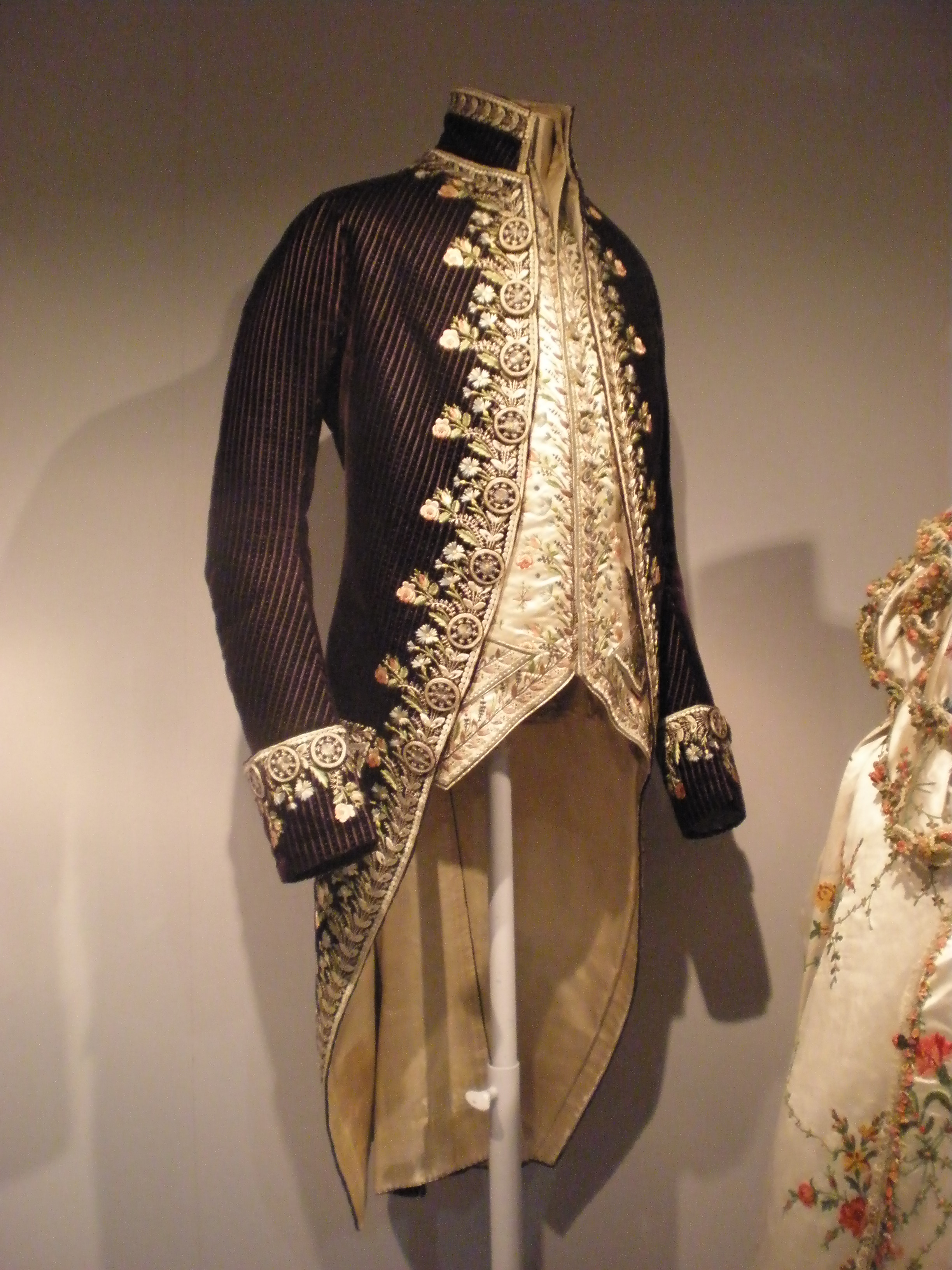
Casaca bordada de 1800.

Los bordados de la Edad Moderna se distinguen por seguir en sus figuras el estilo del Renacimiento a semejanza de las otras artes suntuarias y además porque vuelve a usarse con profusión el hilo de oro (o canutillo) el cual se aplicaba con parsimonia en los últimos años de la Edad Media. En los ornamentos sagrados va desapareciendo la imaginería que en los mencionados siglos solía aplicarse en la parte céntrica y vertical de las casullas y en el escudo del dorso y bandas delanteras de las capas y ya solo por excepción se encontrará en piezas de los siglos XVII y XVIII. En cambio, se cubre toda la pieza muy frecuentemente de bordados puramente ornamentales tratándose de vestiduras sagradas, cosa rara en los siglos anteriores al XVI. Y de tal manera se recargan de metales y relieves de estilo barroco los ornamentos que algunos llegan a ser realmente insoportables. Una casulla con sus piezas accesorias guardada en la catedral de Colonia confeccionada en 1740, aun siendo de cortas dimensiones, pesan nada menos que 13 kilos. 
Entre los bordados para vestiduras civiles son dignos de mención los que adornan los bordes de las casacas, levitas y los chalecos de seda que estuvieron muy en boga según la moda francesa durante el siglo XVIII para caballeros de buena posición social. Las bocamangas y demás orillas de las prendas lucían como adorno bordados de ramajes finos y delicadas florecillas hechos con sedas de colores variados. Decae notablemente el bordado a mano al finalizar el siglo XVIII y se sustituye por el fabricado a máquina entrado ya el siglo XIX. Sin embargo, resurge algo a mediados del siglo.

## Clases de bordado

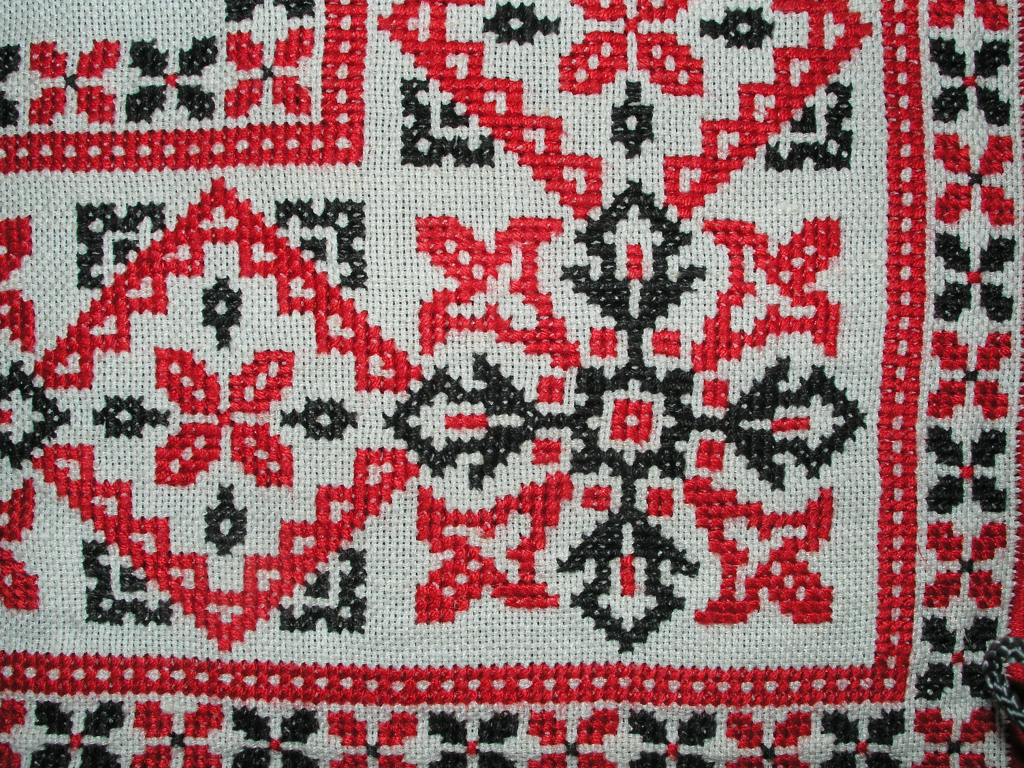
Bordado en punto de cruz. Hungría mediados del

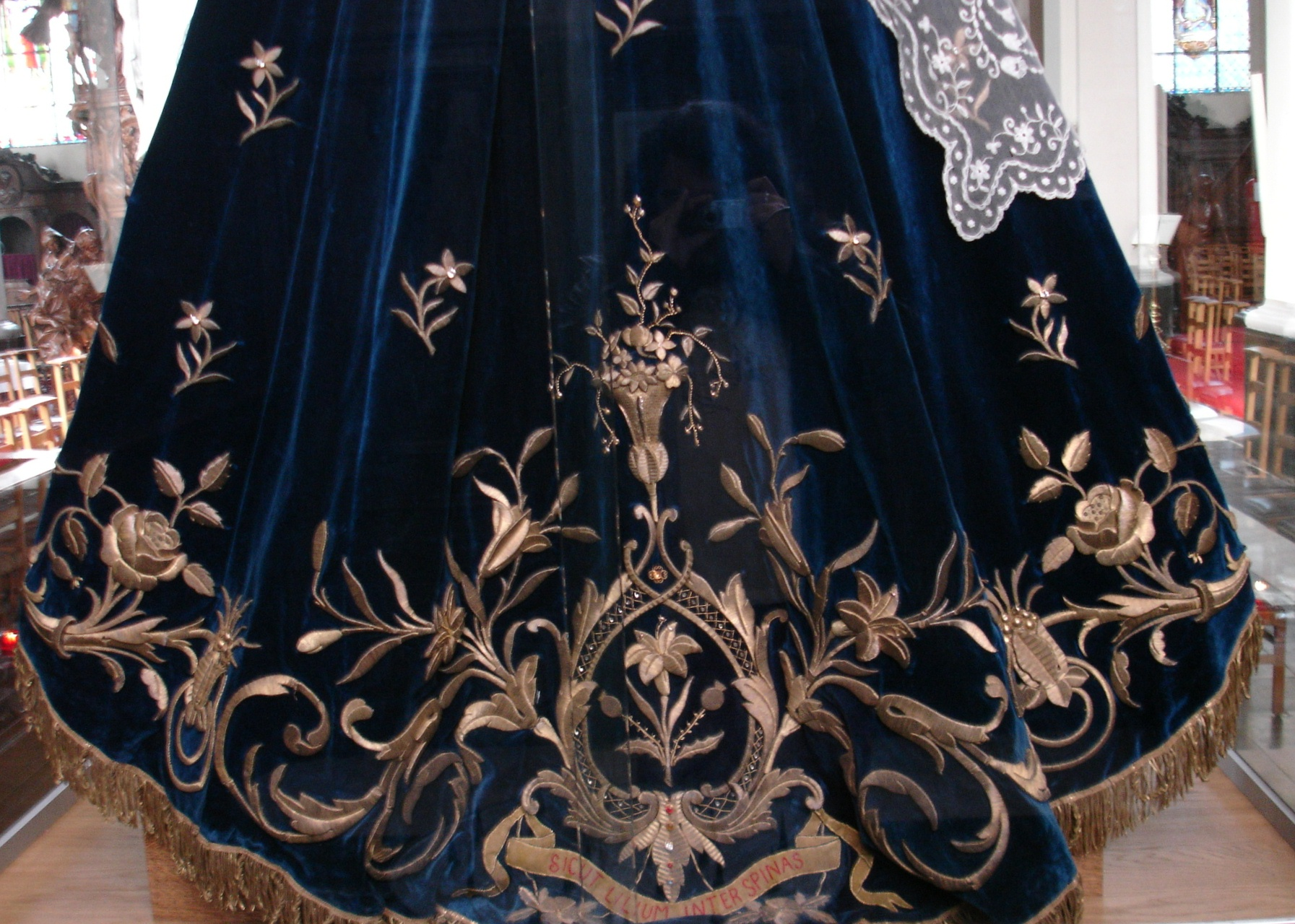
Bordado en oro,

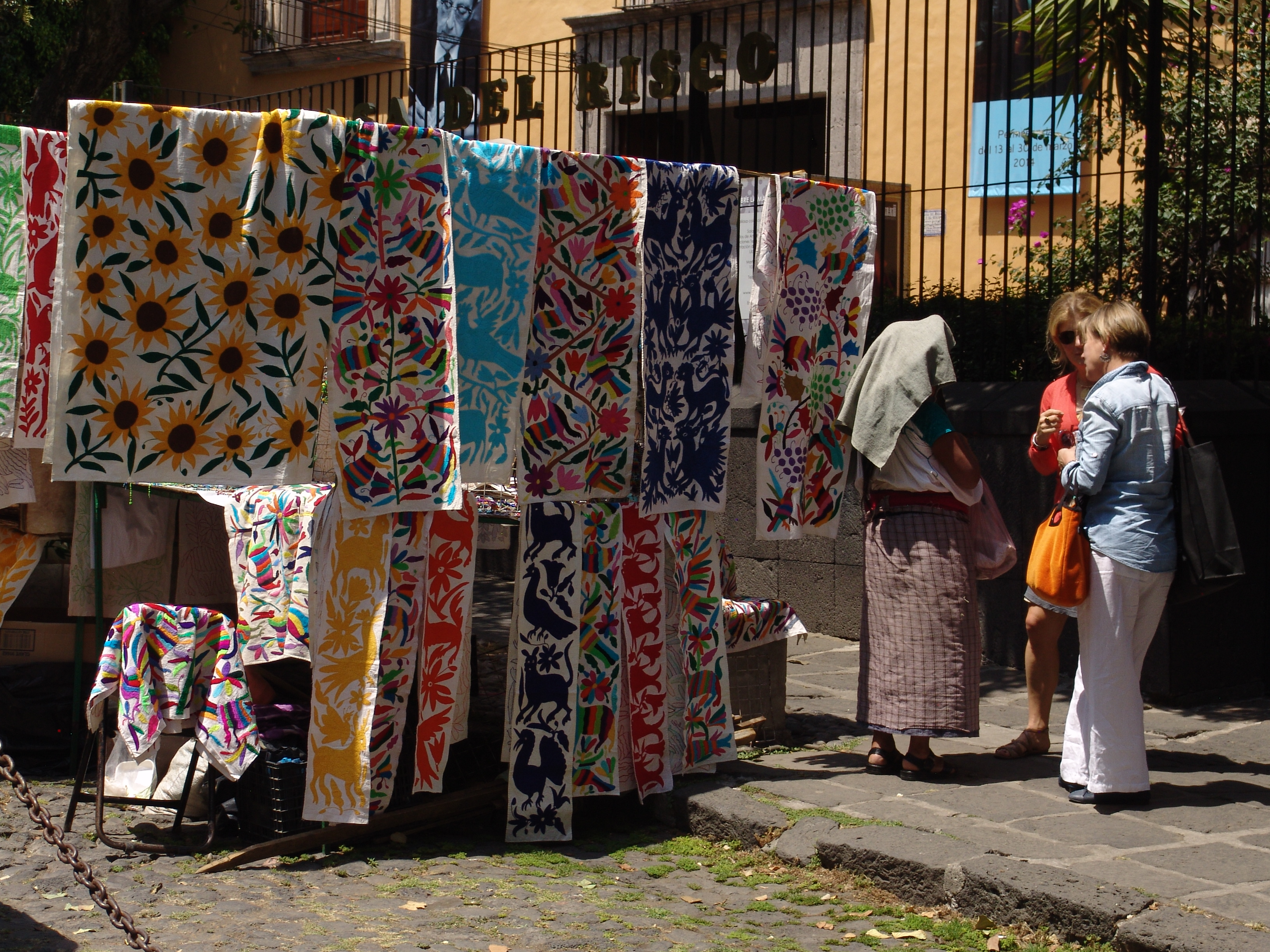
Bordado típico mexicano

Mujer malaya borda con un bastidor, Singapur, alrededor de 1890.

En el transcurso de la historia se conocen diversas clases de bordados, caracterizadas por el relieve que presentan, por la materia de que constan, o bien por el trazado de las figuras o las diferencias de puntos que se producen al bordar con la aguja.

### Por su relieve
Se distinguen tres clases:   
- Lisos, que apenas sobresalen de la pieza.
- De realce, que ofrecen mucho relieve debido a un relleno de cartulina o de algodón en rama (o de estopa con cera, en la Edad Media) que se interpone.
- De aplicación o de sobrepuesto, que se borda fuera de la pieza y posteriormente se cose sobre ella. Algunos puntos de bordado se emplean casi exclusivamente para aplicar puntillas o telas de fantasía sobre un tejido de base. Los más usados son el punto de París, el punto turco y el punto de cordón, que se caracterizan por sus puntadas tupidas y compactas, perfectas para mantener en su sitio las piezas aplicadas y para evitar que los bordes del tejido se deshilachen.

### Por su material
Por la materia de que están confeccionados, además de los comunes de oro, seda, se distinguen especialmente:
- el bordado en blanco, que se hace con hilo blanco en piezas de mantelería.
- el bordado a canutillo, que se consigue aplicando el hilo de oro o plata no de la forma común de hilo para tejer o coser sino rizado o en hélice, formando un  tubo flexible, por cuyo eje se hace pasar el hilo de seda con que se sujetan las partes del mismo al tejido.
- el bordado de perlas, lentejuelas, abalorios, etc. que resulta de aplicar con hilo de seda pequeñas sartas de dichos objetos o bien de uno en uno a la pieza que se borda.
- el bordado plano que se ejecuta aplicando los hilos o tirillas metálicas sobre el tejido sin que entren o salgan de él a modo de costura sino sujetándolos con puntadas de seda (point couché para los franceses) convenientemente dadas.
- así se aplican también el bordado de cordoncillo (de seda o de oro en forma de cordón) y el que se llama a **hilo tendido, en el que el hilo o el cordoncillo va dando pequeñas vueltas sin interrupción sobre la tela y cada vuelta se sujeta como se ha dicho.
- El bordado de oro utiliza hebras de oro (o en menor medida, plata). El bordado de oro se hace generalmente sobre paño, terciopelo o seda.
- El bordado de oro matizado, es una variante del bordado plano que tiene por objeto cubrir a tramos con sedas de colores el hilo o cordoncillo de oro (sujeto por sus extremos a la tela) para darle más vistosidad y variedad. Por haberse adoptado este procedimiento en las labores de El Escorial durante la época de Felipe II se llama punto de El Escorial.

### Por la forma
Por la forma de las labores bordadas, se conocen las siguientes clases:    
- El bordado de contorno, cuando solo se marcan los contornos y líneas internas principales de la figura.
- El bordado aislado cuando a lo anterior se añade el sembrar de puntos y rayitas bordadas el campo de la tela donde están las figuras.
- El bordado lleno cuando todo el dibujo de las figuras está completamente bordado.

### Por el punto
En función del punto de costura que se utiliza en el bordado, son casi infinitos los tipos que existen. Por lo tanto, solo se citan a continuación los más célebres y curiosos:
- Vainica o Vainilla, técnica importante de la pasamanería tradicional para la que se extraen hilos y luego se rematan formando preciados calados. Se trata del bordado sobre deshilado, la base es el simple punto de vainica, que agrupa un determinado número de hilos denominado columna o haz, sobre el que se realizan puntos diversos. El tejido se ha de preparar con un deshilado adecuado, extrayendo primero los hilos laterales y después los centrales; los lados del deshilado se rematan posteriormente a punto de cordón.
- Bordado yugoslavo, muy conocido por su facilidad y por su buena presencia.
- Punto de cruz, que consiste en formar cruces mediante los hilos contados de una tela. Cuenta con variantes. Es quizá uno de los puntos contados más conocidos y, además de ser muy fácil de trabajar, permite lograr resultados de gran belleza. Se puede realizar en sentido horizontal, vertical y diagonal. Para obtener un efecto uniforme es importante que los puntos oblicuos sigan siempre la misma dirección. Completa la labor el punto lineal, que perfila el bordado. El bordado a punto de cruz se realiza sobre cañamazo siempre que se deseen bordar tejidos que no permiten contar los hilos, como el terciopelo, el fieltro o el punto. Se trata de un tejido especial con la trama y la urdimbre bien visibles, que se hilvana sobre la tela que se piensa bordar. Luego se realiza el motivo a punto de cruz. Finalizado el bordado, se extraen por debajo de él los hilos verticales y horizontales que forman el cañamazo, de manera que el bordado quede sobre la tela.
  - El punto de cruz de doble cara es un tipo especial que presenta el derecho igual que el revés. Es adecuado para bordar prendas en las que el revés de la labor queda también a la vista: el ejemplo más clásico son los visillos, en los que el bordado debe poder verse tanto por detrás como por delante.

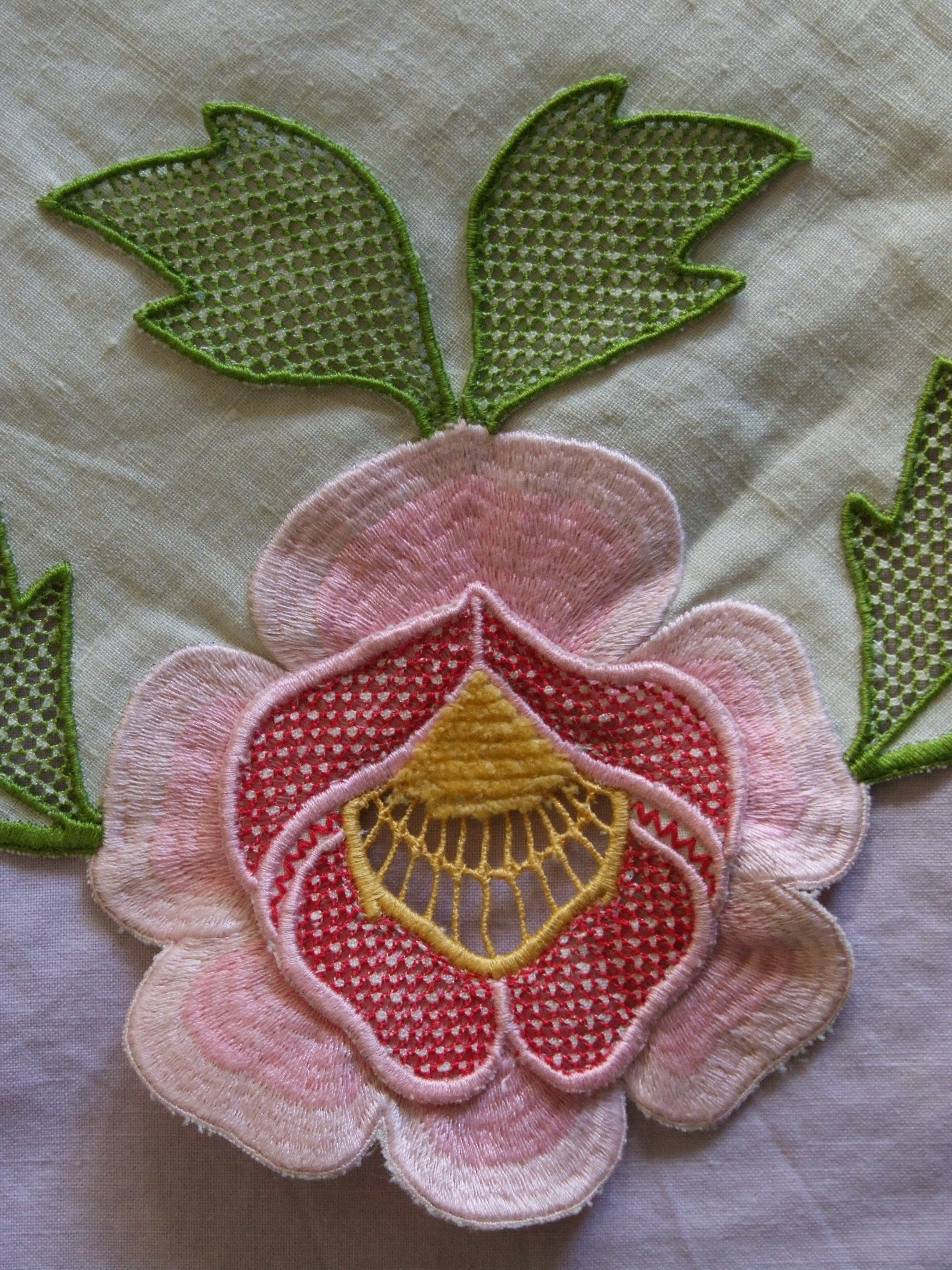
Detalle de una flor bordada

- Punto de Palestrina, una variante del punto de nudo: sencillo, rápido e impecable.
- Punto de cadeneta, otro punto sencillo pero más discreto, que se asemeja a la cadeneta del ganchillo, ya que su funcionamiento es casi idéntico. Este punto, al igual que el punto de bastilla y el punto de cordoncillo, se utiliza para perfilar los motivos que se van a bordar, para rellenar espacios o para crear cenefas. Es uno de los puntos más antiguos y se encuentra en los bordados orientales tradicionales. Los trajes nacionales de las mujeres rusas y rumanas están adornados a menudo con punto de cadeneta.
- Bordado de Parma, curioso pero poco conocido punto en el que, a partir de varias cadenetas, se rellena mediante el festón.
- Bordados de Lagartera, con origen en el pueblo de Lagartera (Toledo) España. También se denomina como Labores de Lagartera. Y se distinguen tres variantes principales: Deshilados, Bordados y Dibujados.
- Hardanger, bordado noruego extremadamente difícil pero exquisito. Se basa en el deshilado de la tela mediante calados. Todos los puntos se realizan sobre una base regular, contando los hilos, creándose motivos pequeños y grandes que dispuestos en simetría o repetidos ordenadamente, pueden adoptar formas infinitas. La combinación de puntos diversos permite crear contrastes particulares entre zonas llenas y vacías que se pueden acentuar con elección de distintos colores o varios tonos de un mismo color.
- Realce, bordado a bastidor con el que se llena la tela de motivos florales o incluso con vistosas iniciales.
- Bordado Richelieu, consiste en hacer una bastilla, con puntada pequeña, en todo el contorno del dibujo deseado, luego se recorta y festonea por partes, para que el motivo no se deforme.
- Bordado sobre tul, se trabaja a partir de un tul que se decora con pequeños elementos decorativos.
- Frunce (Smock), característico en la ropa de niños, formando nidos de abeja.
- Bordado mallorquín, nativo del archipiélago mediterráneo, engloba muchos puntos, como cadeneta y realce.
- Bordado segoviano y Bordado de Asís, casi en desaparición.

### Por sus motivos
Pueden ser: 
- Ornamentales, los habituales.
- Bordados de imaginería los que forman retratos o imágenes aunque a veces, lleven estas el color de la parte desnuda hecho a pincel y no bordado.

## Transición al encaje
Entre los bordados que se hacen sobre tela blanca, de algodón o de lino hay dos que pueden considerarse como de transición al encaje y que varios expertos lo confunden con este, a saber:
- El bordado de puntos cortados, consistente en una labor de aguja que se practica entre los bordes de los calados o recortes hechos previamente en el tejido de la pieza
- Bordado de a hilos tirados o al deshilado, consistente en la misma labor practicada sobre fondo claro que se obtiene quitando hábilmente algunos hilos también del interior de la tela, práctica ya conocida desde antiguo en Oriente. Así mismo, se conoce de antiguo el bordado sobre tejido transparente o sobre malla (en francés, lacis) que imita al encaje y se confunde fácilmente con este pero se diferencia en que exige un tejido previo como todo bordado.

## Gallery

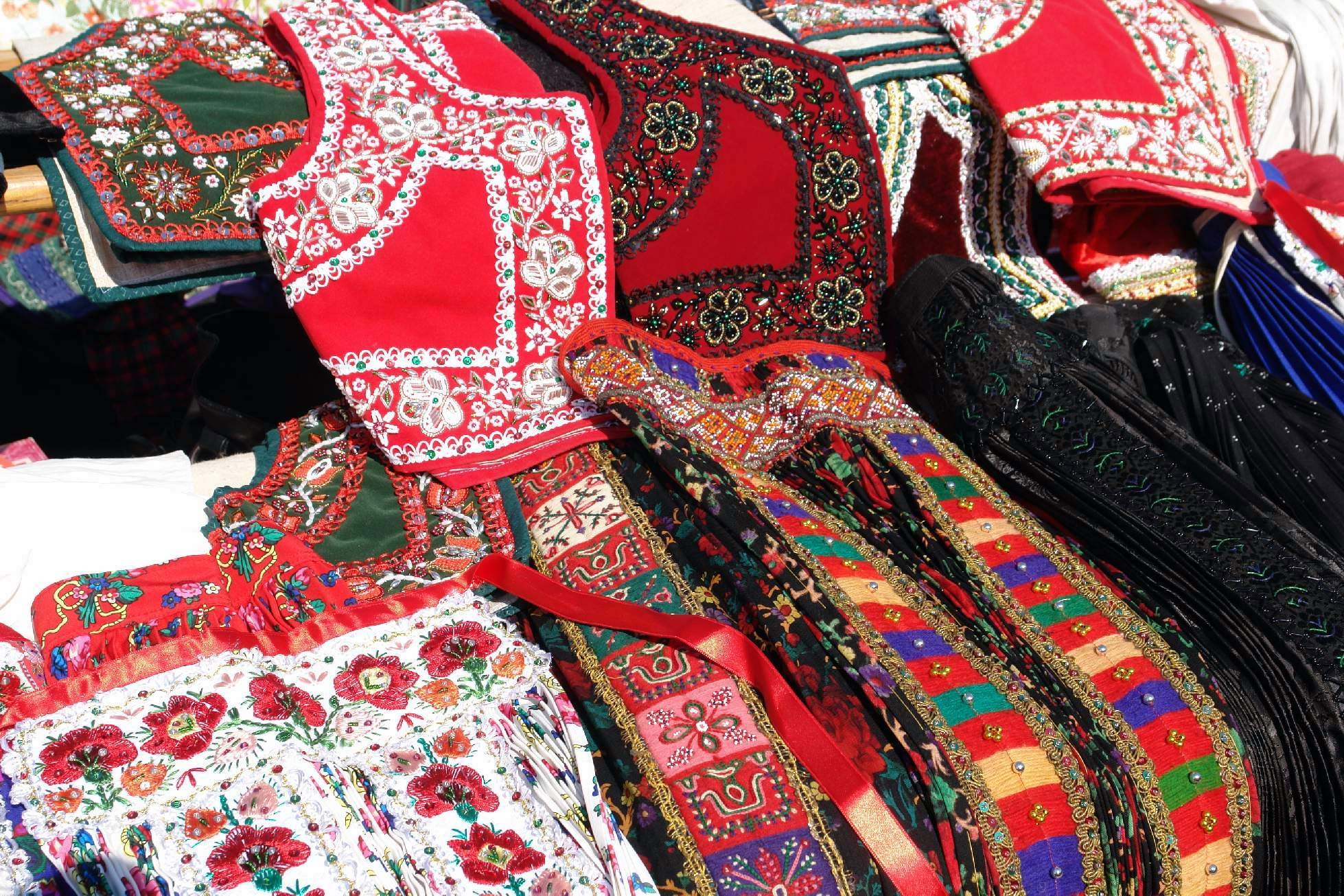
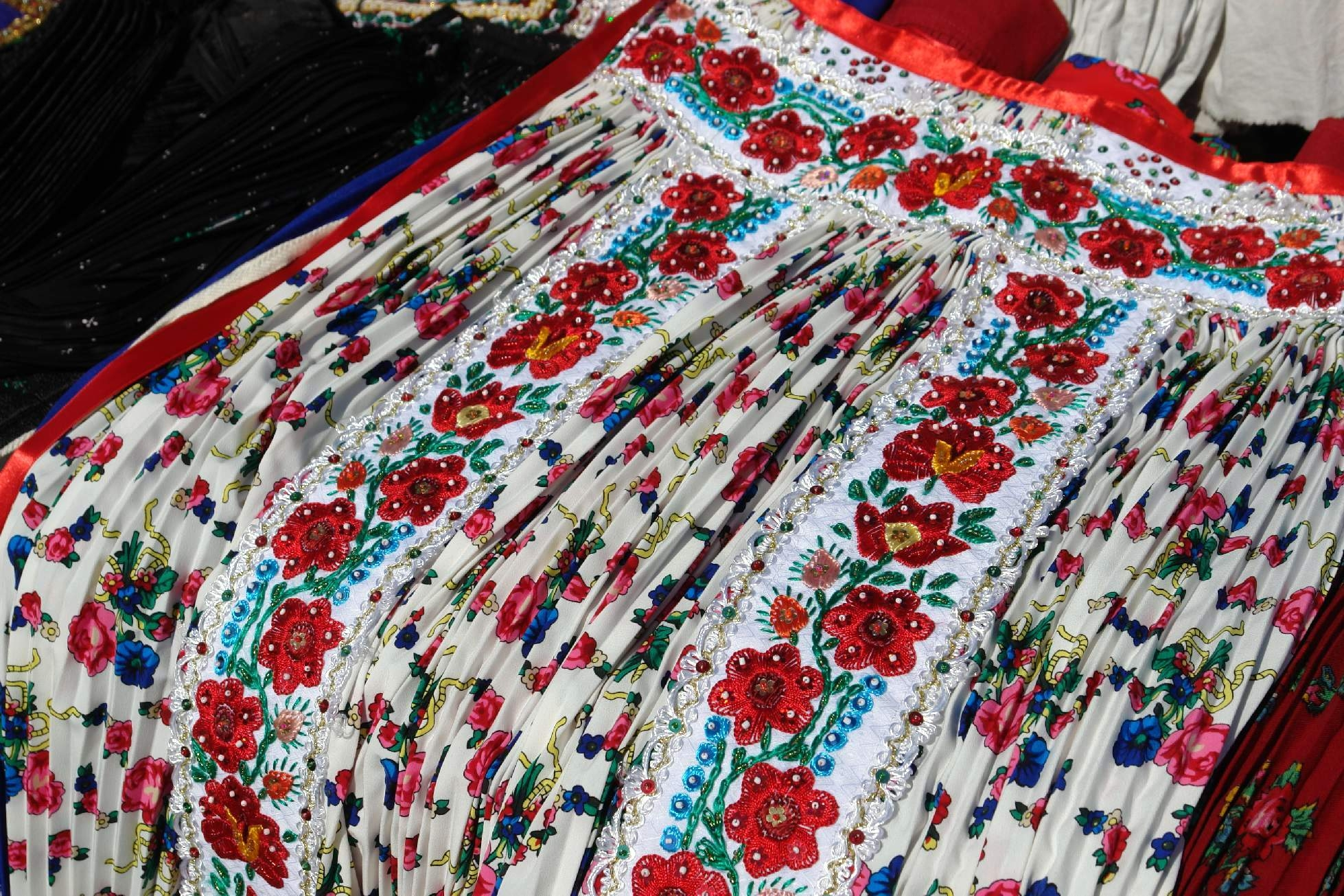
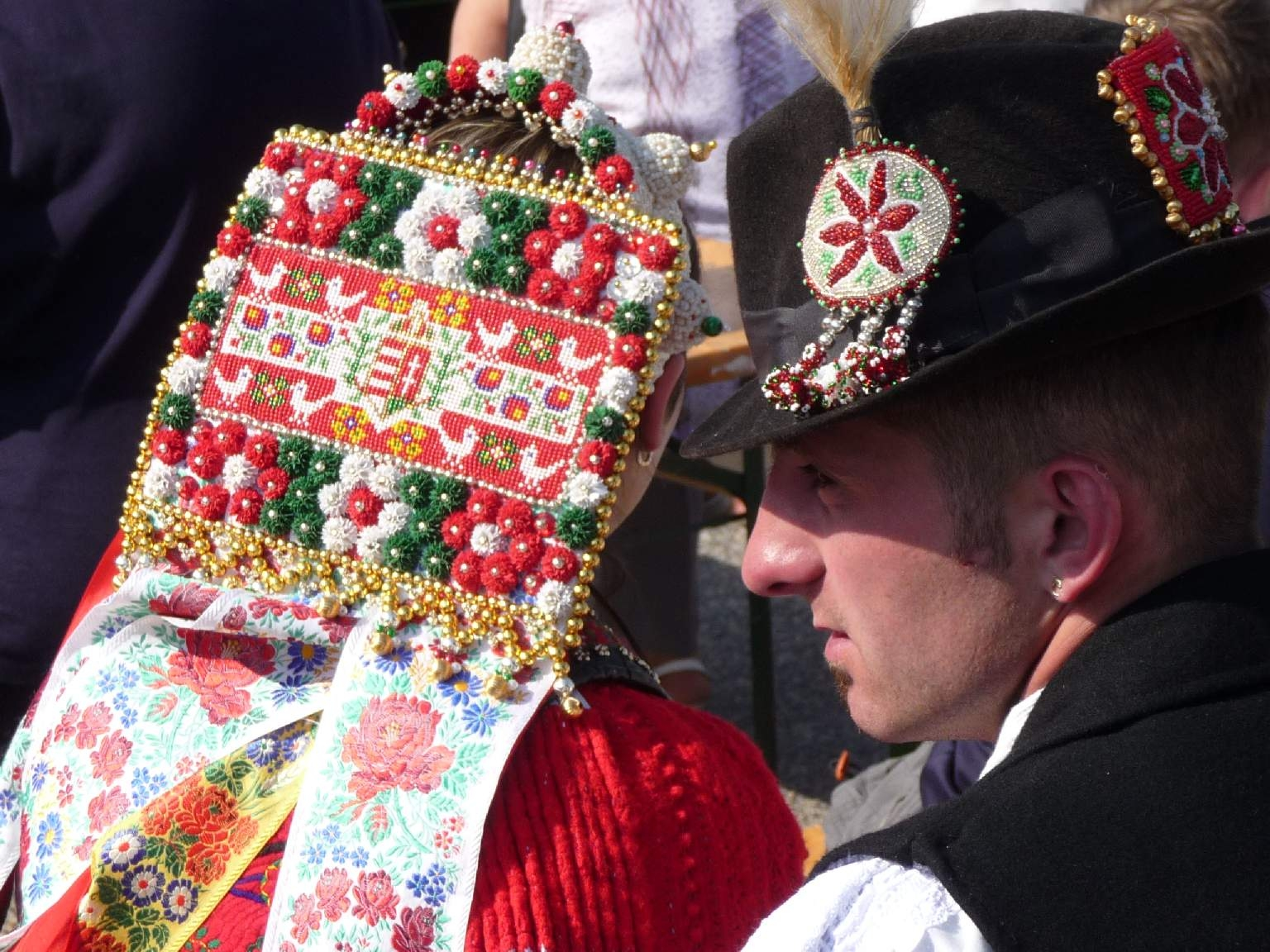